# Ophasselt

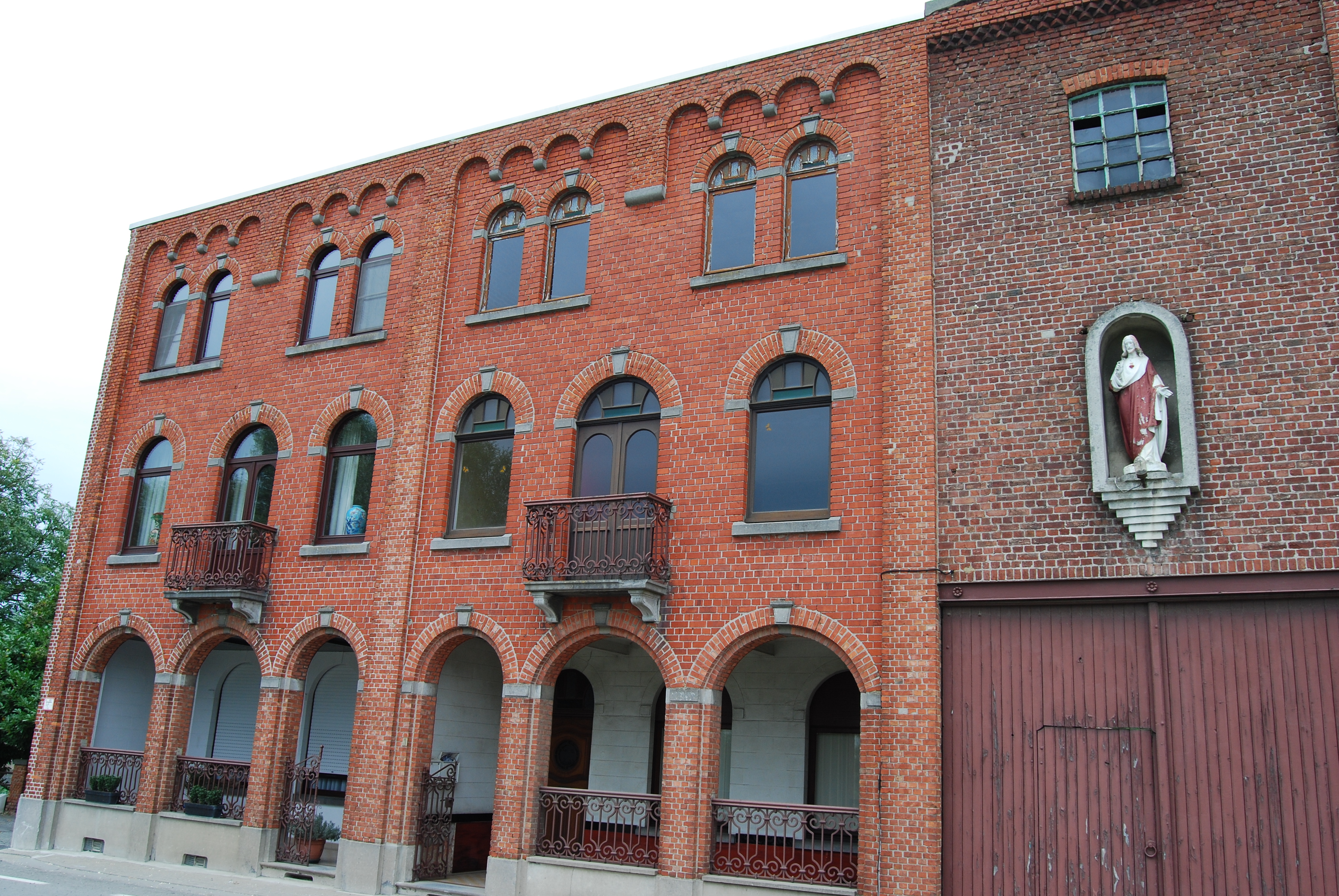

Ophasselt is een dorp in de Belgische provincie Oost-Vlaanderen en een deelgemeente van de stad Geraardsbergen, het was een zelfstandige gemeente tot aan de gemeentelijke herindeling van 1977. Ophasselt is een landelijk woon- en landbouwdorp dat wordt doorsneden door de N8. De plaats ligt in de Denderstreek.

## Geschiedenis
Oude vermeldingen van de plaats gaan terug tot 963 en 1015 als "Haslud". In de 11de eeuw bezaten de Gentse Sint-Pietersabdij en de abdij van Verdun in het gebied pachthoeven. De volgende eeuwen lag het gezag bij de Heren van Hasselt. Ophasselt bestond uit drie heerlijkheden in de 15de eeuw, namelijk Vrijheid, Moenebroek en het Dorp, waar ook de kerk stond. In 1661 werd Ophasselt verheven tot graafschap, in het bezit van Philip Frans du Faing.
De bevolking leefde in de negentiende eeuw voornamelijk van de landbouw, maar er was ook industrie. De Rapide-fabriek, gespecialiseerd in landbouwwerktuigen en wasmachines domineerde voor een groot deel het dagelijkse leven. De familie De Vleeschauwer, eigenaars van de fabriek, gaven een duidelijke stempel aan het dorpsleven en leverden de laatste burgemeester voor de fusie. De naam van de fabriek leeft nog steeds voort in de naam van de lokale voetbalclub Rapide Club Ophasselt (groen-rood).
Deze familie bouwde ook 'Villa Armand' een architectonisch hoogstandje uit begin 20ste eeuw.
De woning van de laatste burgemeester werd in 2010 afgebroken en vervangen door een rust- en verzorgingstehuis.

## Bezienswaardigheden
- De Sint-Pietersbandenkerk is beschermd als monument. De toren en torenpijlers uit de 15de eeuw waren het enige wat overbleef na een brand rond 1600. Het huidige schip kwam er in 1777. Het koor werd in 1812 aangepast.Sinds eind 2010 zijn er grote restauratiewerken gestart. De kerk en het omliggende kerkhof met muur zijn eveneens berschermd als landschap.
- De pastorie, in neoclassicistische stijl uit de 18de eeuw, is eveneens als monument beschermd.
- De schandpaal uit de 18e eeuw, gerestaureerd in 1987, aan Hasseltsestraat/Ommegangstraat.
- De Watermolen Berlengée

De volgende boerderijen:
- Alfonslaan 81: boerenwoning derde kwart 18de eeuw
- Ruisenbroek 4: boerenwoning vierde kwart 18de eeuw in vakwerkbouwstijl
- Ruisenbroek 6: boerenwoning vierde kwart 18de eeuw in vakwerkbouwstijl

## Natuur en landschap
Ophasselt ligt in de Vlaamse Ardennen op een hoogte van 25-78 meter. Ten zuiden van Ophasselt stroomt de Ophasseltbeek in oostelijke richting. Natuurgebieden nabij Ophasselt zijn het Moenebroek in het zuiden en het Hasseltbos in het westen.

## Demografische ontwikkeling
- Bronnen:NIS, Opm:1831 tot en met 1970=volkstellingen; 1976 = inwoneraantal op 31 december

## Toerisme
Door dit dorp loopt onder meer de fietsroute Denderende steden.

## Politiek
Ophasselt had een eigen gemeentebestuur en burgemeester tot de gemeentelijke fusie van 1977. Burgemeesters waren:
- 1952-1976 : Noël De Vleeschauwer (CVP)

## Sport en cultuur
- In Ophasselt speelt de voetbalclub Rapide Santos Club Ophasselt, die in 2010 voortkwam uit het vroegere Rapide Club Ophasselt, een van de oudste clubs van de streek. De clubkleuren werden gewijzigd van rood-groen naar rood-groen blauw.
- WTC Rapide is de lokale wielervereniging
- Parochiezaal De Garve is het trefpunt van alle culturele activiteiten in Ophasselt.
- De fanfare van Ophasselt Met Muziek Door Het Leven werd opgericht in 1896, in een sociaal bewogen periode (Rerum Novarum, ontluikend socialisme en daensisme) waar optochten met vaandels en muziek het hoogtepunt vormden van de lokale culturele activiteiten.
- Jeugdclub Jc Haslud te Ophasselt, Hasseltsestraat 17

## Nabijgelegen kernen
Sint-Maria-Lierde, Hemelveerdegem, Schendelbeke, Vloerzegem, Steenhuize
Deelgemeenten: Geraardsbergen · Goeferdinge · Grimminge · Idegem · Moerbeke · Nederboelare · Nieuwenhove · Onkerzele · Ophasselt · Overboelare · Schendelbeke · Smeerebbe-Vloerzegem · Viane · Waarbeke · Zandbergen · Zarlardinge

Overige plaatsen: Atembeke · Smeerebbe · Vloerzegem

Belgische gemeenten · Arrondissement Aalst · Oost-Vlaanderen · Vlaanderen